# Валєєв Рінар Салаватович
Ріна́р Салава́тович Валє́єв (нар. 22 серпня 1987, Одеса, Українська РСР, СРСР) — український футболіст, півзахисник команди Другої ліги «Перемога» (Дніпро).
Відомий виступами у складі таких українських футбольних клубів, як київська «Оболонь», алчевська «Сталь», одеський «Чорноморець». та криворізький «Кривбас». Срібний призер кубку Інтертото та двічі півфіналіст Кубку України. Має брата-футболіста Руслана.

## Життєпис

### Перші роки
Рінар Салаватович Валєєв народився 22 серпня 1987 року в Одесі. Вихованець місцевої футбольної школи клубу «Чорноморець», де протягом 2001—2004 років виступав у ДЮФЛ. 2005 року тренувався з юнацькою командою нідерландського клубу «Де Графсхап», кольори якого на той час захищав його старший брат Руслан. Не зміг лишитися у Нідерландах через відсутність робочої візи, яку не можна було отримати у 16 років та повернувся до Одеси. Протягом 2005—2006 років грав у низці таких аматорських клубів міста, як «Іван», «Сиграл» тощо.

### «Чорноморець» (2007—2009)
Нарешті на початку 2007 року отримав запрошення від клубу з Вищої ліги «Чорноморця» та уклав з головним футбольним клубом Одеси свій перший контракт. Дебютував в основному складі 18 березня 2007 року, вийшовши на заміну у грі проти криворізького «Кривбаса» (2:3 на користь «червоно-білих»). Після цього Рінар почав регулярно потрапляти до основного складу команди. Однак вже з початком сезону 2007–2008 майже втратив місце в основі і виходив на поле здебільшого з лавки запасних. Того ж сезону дебютував у єврокубкових турнірах — на кубку Інтертото проти солігорського Шахтаря. Там же команда здобула срібні медалі разом із іншими десятьма командами, вийшли та програли у третьому раунді.
Невдовзі після початку сезону 2008–2009 років Валєєв було віддано в оренду до представника першої ліги алчевської «Сталі». У цій команді дебютував 23 серпня 2008 у матчі проти першолігового клубу «Княжа» із села Щасливого Бориспільського району Київської області (3:1 на користь «Сталі»). Всього за алчевців Рінар зіграв лише в одному сезоні, програвши 24 матчі у чемпіонаті країни, 2 у кубку та забивши лише один м'яч.

### «Оболонь» та «Кривбас»
Влітку 2009 року повернувся з оренди і перед початком сезону 2009–2010 років підписав контракт із київською «Оболонню», що саме повернулася до Прем'єр-ліги. У київській команді Валєєв грав не більше ніж за свій попередній клуб — один сезон. За цей час Рінар зіграв 28 матчів у чемпіонаті країни та 2 у кубку, забивши за весь час один м'яч.
Протягом зимової перерви чемпіонату 2009–2010 років головний тренер «Оболоні», Юрій Максимов, перейшов до «Кривбаса», а Валєєв став одним з гравців, яких тренер по завершенні сезону запросив до свого нового клубу. За «червоно-білих» Рінар відіграв три сезони, грав як у національному чемпіонаті та і у кубку, а також у першості дублерів та молодіжному чемпіонаті. Разом футболіст відіграв за клуб майже 80 ігор та забив три голи у чемпіонаті (по одному на сезон). По закінченню сезону 2012–2013 років у клубі почалися проблеми з фінансуванням, через що команда не змогла узяти участі у матчі 30-го туру з луцькою «Волинню», тому криворіжцям було зараховано технічну поразку 0:3 на користь «хрестоносців». Згодом ФК «Кривбас» було оголошено банкрутом.

### Повернення до «Чорноморця» (2013—2014)
20 червня 2013 після розпуску «Кривбаса», Валєєв як вільний агент підписав дворічний контракт з одеським «Чорноморцем». Майже відразу з Рінаром до складу «моряків» потрапили колеги з колишнього клубу, що також опинилися у неприємній ситуації: Олексій Антонов, Володимир Прийомов та Сергій Самодін. У складі одеситів нападник вже вдруге дебютував 21 липня у матчі проти полтавської Ворскли (1:1). А також ще раз зіграв у єврокубковому турнірі, але цього разу у Лізі Європи. Рінар вийшов на поле під час матчу з молдовською «Дачією» на 75 хвилині, замінивши Олексія Гая. Того дня одесити програли з рахунком 2:1, однак пройшли «вовків» у розіграші Ліги Європи. До кінця року Рінар так повноцінно й не заграв у клубі, після чого на початку 2014 року поїхав на перегляд до російського клубу «Мордовія», який на той час готувався переходити до вищого дивізіону Росії з Першості Футбольної Національної Ліги. По завершенню сезону 2013–2014 у Рінара та одеського футбольного клубу закінчився контракт й вони його не стали продовжувати.

### «Іллічівець»
У березні 2015 року підписав контракт із маріупольським «Іллічівцем».

### «Гірник»
У травні 2016 року став гравцем першолігового криворізького «Гірника», але вже на початку червня залишив команду.

### «Дачія»
У червні 2016 року став гравцем «Дачії», але вже на початку липня за обопільною згодою сторін залишив кишинівський клуб.

### Повернення до «Іллічівця»
11 серпня 2016 офіційно повернувся до складу маріупольського «Іллічівця», але вже взимку 2016/17 залишив команду.

### «Чорноморець»
27 серпня 2020 року ЗМІ повідомили, що гравець  увійшов до складу одеського «Чорноморця».
«Перемога» (2021 - н. ч.)
У червні 2021 року підписав контракт із командою Другої ліги «Перемога» із Дніпра.

### Статистика виступів
| Клуб                                                                                                 | Ліга              | Сезон             | Чемпіонат | Чемпіонат | Кубок | Кубок | Єврокубки | Єврокубки | Інші змагання | Інші змагання | Інші змагання | Всього | Всього |
| Клуб                                                                                                 | Ліга              | Сезон             | Ігор      | Голів     | Ігор  | Голів | Ігор      | Голів     | Назва         | Ігор          | Голів         | Ігор   | Голів  |
| --- | ----------------- | ----------------- | --------- | --------- | ----- | ----- | --------- | --------- | ------------- | ------------- | ------------- | ------ | ------ |
| "Чорноморець"                                                                                        | 1                 | 20/21             | 14        | 0         | 2     | 0     | 0         | 0         |               | 0             | 0             | 0      | 0      |
| "Оболонь"                                                                                            | 1                 | 19/20             | 20        | 0         | 1     | 0     | 0         | 0         |               | 0             | 0             | 21     | 0      |
| "Олімпік"                                                                                            | ПЛ                | 18/19             | 9         | 0         | 0     | 0     | 0         | 0         |               | 0             | 0             | 9      | 0      |
| "Шевердені-1906" (Грузія)                                                                            | 1                 | 2018              | 16        | 0         | 0     | 0     | 0         | 0         |               | 0             | 0             | 16     | 0      |
| "Іслоч" (Білорусь)                                                                                   | ВЛ                | 2017              | 23        | 3         | 0     | 0     | 0         | 0         | ПД            | 5             | 2             | 28     | 5      |
| "Маріуполь"                                                                                          | 1                 | 16/17             | 9         | 0         | 1     | 0     | 0         | 0         |               | 0             | 0             | 10     | 0      |
| "Дачія" (Молдова)                                                                                    | ВЛ                | 16/17             | 0         | 0         | 0     | 0     | 2         | 0         |               | 0             | 0             | 2      | 0      |
| "Гірник"                                                                                             | 1                 | 15/16             | 5         | 0         | 0     | 0     | 0         | 0         |               | 0             | 0             | 5      | 0      |
| "Іллічівець"                                                                                         | ПЛ                | 14/15             | 9         | 0         | 0     | 0     | 0         | 0         |               | 0             | 0             | 9      | 0      |
| "Іртиш" (Павлодар)                                                                                   | ВЛ                | 2014              | 13        | 1         | 0     | 0     | 0         | 0         |               | 0             | 0             | 13     | 1      |
| «Чорноморець» О                                                                                      | ПЛ                | 13-14             | 7         | 0         | 2     | 1     | 1         | 0         | ПД            | 4             | 1             | 13     | 2      |
| «Чорноморець» О                                                                                      | Всього            | Всього            | 7         | 0         | 2     | 1     | 1         | 0         |               | 4             | 1             | 13     | 2      |
| «Кривбас»                                                                                            | ПЛ                | 12-13             | 20        | 1         | 1     | 0     | -         | -         | ПД            | 2             | 0             | 21     | 1      |
| «Кривбас»                                                                                            | ПЛ                | 11-12             | 23        | 1         | 2     | 0     | -         | -         | МП            | 2             | 0             | 27     | 1      |
| «Кривбас»                                                                                            | ПЛ                | 10-11             | 25        | 1         | 1     | 0     | -         | -         | ПД            | 3             | 0             | 29     | 1      |
| «Кривбас»                                                                                            | Всього            | Всього            | 68        | 3         | 4     | 0     | 0         | 0         |               | 7             | 0             | 79     | 3      |
| «Оболонь» К                                                                                          | ПЛ                | 09-10             | 28        | 1         | 2     | 0     | -         | -         | -             | -             | -             | 30     | 1      |
| «Оболонь» К                                                                                          | Всього            | Всього            | 28        | 1         | 2     | 0     | 0         | 0         |               | 0             | 0             | 30     | 1      |
| «Сталь» А                                                                                            | 1Л                | 08-09             | 24        | 1         | 2     | 0     | -         | -         | -             | -             | -             | 26     | 1      |
| «Сталь» А                                                                                            | Всього            | Всього            | 24        | 1         | 2     | 0     | 0         | 0         |               | 0             | 0             | 26     | 1      |
| «Чорноморець» О                                                                                      | ВЛ                | 08-09             | 1         | 0         | 0     | 0     | -         | -         | ПД            | 3             | 1             | 4      | 1      |
| «Чорноморець» О                                                                                      | ВЛ                | 07-08             | 11        | 0         | 4     | 0     | 4         | 0         | ПД            | 10            | 2             | 29     | 2      |
| «Чорноморець» О                                                                                      | ВЛ                | 06-07             | 12        | 2         | 0     | 0     | 0         | 0         | ПД            | 1             | 0             | 13     | 2      |
| «Чорноморець» О                                                                                      | Всього            | Всього            | 24        | 2         | 4     | 0     | 4         | 0         |               | 14            | 3             | 46     | 5      |
| Всього за кар'єру                                                                                    | Всього за кар'єру | Всього за кар'єру | 269       | 11        | 18    | 1     | 7         | 0         |               | 30            | 6             | 324    | 18     |
| |                   |                   |           |           |       |       |           |           |               |               |               |        |        |
| ВЛ — вища ліга; ПД — першість дублерів; 1Л — перша ліга; ПЛ — Прем'єр-ліга; МП — молодіжна першість. |                   |                   |           |           |       |       |           |           |               |               |               |        |        |
| Останнє оновлення 8 травня 2014.                                                                     |                   |                   |           |           |       |       |           |           |               |               |               |        |        |

## Титули та досягнення
«Чорноморець» Одеса:
- Срібний призер кубку Інтертото (1): 2007
- Півфіналіст Кубка України (2): 2007/08, 2013/14